# Éva Tardos
Éva Tardos (Ungheria, 1º ottobre 1957) è una matematica ungherese, docente di informatica alla Cornell University di Jacob Gould Schurman.

## Biografia
Durante la sua carriera si è dedicata principalmente agli algoritmi. Il suo lavoro si basa sull'ideazione, progettazione e analisi di metodi efficienti per la risoluzione di problemi di ottimizzazione combinatoria su grafici o reti. Ha svolto ricerche su algoritmi di flusso di rete, per esempio gli algoritmi di approssimazione per flussi di rete, tagli e problemi di clustering. Recentemente, ha intrapreso una nuova ricerca basata sulla teoria dei giochi algoritmica e sulle aste semplici.

### Formazione e carriera
Tardos si è laureata in matematica nel 1981 e nel 1984 ha conseguito il dottorato di ricerca presso la facoltà di scienze dell'università Eötvös Loránd guidata dal relatore András Frank. È stata presidente del Dipartimento di Informatica della Cornell dal 2006 al 2010 e, attualmente, è Associate Dean del College of Computing and Information Science.
Ha ricoperto il ruolo di caporedattrice del SIAM Journal on Computing dal 2004 al 2009 ed è attualmente editore dell'area economica e computazionale del Journal of the ACM e membro del consiglio di redazione che di occupa di teoria computazionale.
Inoltre, è coautrice del libro di testo Algorithm Design scritto assieme a Jon Kleinberg.

## Onorificenze e premi
Tardos è stata eletta nel 2007 all'Accademia Nazionale di Ingegneria. Nel 2013 ha ottenuto un posto all'Accademia Americana di Arti e Scienze e, nel 2020, all'interno della Società Americana di Filosofia..
È anche membro dell'Associazione per le macchine computazionali dal 1998 e, dal 2013, dell'Istituto per la ricerca operativa e le scienze gestionali e della Società Americana di Matematica.
Ha ottenuto diverse borse di studio erogate da Packard, Sloan Foundation e Guggenheim.
Durante la sua carriera ha vinto diversi premi: nel 1988 il Premio Fulkerson, nel 2006 il Premio George B. Dantzig, nel 2011 il Premio Van Wijngaarden, nel 2012 il Premio Gödel e nel 2017 il Premio EATCS.
Nel 2018 l'Associazione delle donne nella matematica e la Società per la matematica industriale e applicata l'hanno selezionata come docente presso l'istituto Sonia Kovalevsky.
Nel 2019 ha ricevuto la medaglia IEEE John von Neumann.

## Vita privata
Tardos è sposata con David Shmoys. È sorella di Gábor Tardos, un matematico ungherese.